# Юницкий, Александр Иванович
Алекс́андр Ива́нович Юни́цкий (11 мая 1855, село Головинщино, Нижнеломовский уезд, Пензенская губерния — 25 декабря 1940, Баку) — протоиерей Православной российской церкви (с 1922 года — в обновленчестве), настоятель кафедральных соборов и благочинный храмов в Баку (1885—1930).

## Биография
Родился в семье священника. Обвенчан с дочерью священника Варварой Ивановной Чудецкой (1884), дети: Елизавета, Павел.
Окончил Пензенское духовное училище (1871) и Пензенскую духовную семинарию (1877), год учился в Санкт-Петербургском университете (1877), окончил Санкт-Петербургскую духовную академию со степенью кандидата богословия (1882).
Преподаватель русского языка (1882), затем помощник смотрителя (1884) и законоучитель (1885) в Тифлисском духовном училище.
С 1885 года иерей, настоятель Николаевского кафедрального собора в Баку, законоучитель в реальном училище (1886—1917) и Мариинской женской гимназии (1886—1903). Организатор и товарищ председателя Кирилло-Мефодиевского братства (1887).
Протоиерей, благочинный храмов Бакинской губернии (1892—1917).
Один из основных организаторов постройки и с 1898 года настоятель кафедрального собора святого Александра Невского в Баку.
Казначей Строительного комитета храма на Балахано-Сабунчинских нефтяных промыслах (1898), инициатор открытия церковно-приходских школ в Баку (1889) и селе Алты-Агач (1894), строительства храмов в селе Баладжары (1903) и апостола Варфоломея в Баку (1907).
Гласный Бакинской городской думы, член Губернских статистического и попечительного о тюрьмах комитетов (1901—1917), законоучитель во 2-й бакинской мужской гимназии (1910—1914) и женском учебном заведении святой Нины (1915), одновременно член попечительского совета 2-й женской гимназии (1916).
В 1918 году член Поместного Собора Православной Российской Церкви от Бакинского викариатства как заместитель епископа Григория (Яцковского), участвовал в 3-й сессии, член III, IV, XVIII, XXIII отделов.
В 1920 году член Бакинского епархиального совета. В 1922 году перешёл в обновленчество. В 1930 году арестован за «сокрытие церковных ценностей». Автор воспоминаний.

## Награды
- Набедренник (1885), наперсный крест (1895).
- Орден Святого Владимира 4-й (1903) и 3-й (1911) степени.

## Сочинения
- Русские поселения в Шемахинском и Кубинском уездах Бакинской губернии (Путевые заметки благочинного); Письмо к В. И. Шемякину // РГИА. Ф. 1574. Оп. 2. Д. 89.
- Тифлисское духовное училище и его история. Кутаис, 1887.
- Закладка Бакинского Александро-Невского собора // Церковные ведомости. Прибавления 1888. — № 45.
- Бакинская православная церковно-приходская школа в память 17 октября 1888 г. // Каспий. 1889. — № 215—216.
- Воспоминания приходского пастыря о холере в Баку // Церковные ведомости. 1893. — № 5.
- Отчет о деятельности Бакинского Кирилло-Мефодиевского братства любителей церковного пения за 1891-й год; Поучение пред Плащаницею; Св. апостол Варфоломей — первомученик за веру Христову в г. Баку; Несколько слов по вопросу о внутреннем благоустройстве вновь сооруженного Бакинского православного собора // Духовный вестник Грузинского экзархата. 1892. — № 4, 7/8, 10, 18, 21.
- Несколько слов по поводу годичной памяти в Бозе почившего Государя императора Александра III // Духовный вестник Грузинского экзархата. 1895. — № 21.
- Речь при поднесении прихожанами Бакинского собора драгоценного золотого креста. — Баку, 1895.
- Гнезда сектантства на Кавказе // Христианское чтение. 1895. — № 1/2.
- Редкий дар во вторую бакинскую церковно-приходскую школу // Духовный вестник Грузинского экзархата. 1897. — № 1.
- Речь в зале Бакинского общественного собрания; Что значит 90 псалом; Слово на день освящения бакинского Александро-Невского собора // Духовный вестник Грузинского экзархата. 1898. — № 3, 5, 21.
- Душе моя, душе моя, восстани, что спиши?; Отчет по Бакинскому братству законоучителей за 1899 и 1900 гг. // Духовный вестник Грузинского экзархата. 1900. — № 6-7.
- История церквей и приходов Бакинской губернии (1815—1905 гг.). — Баку, 1906.
- Слово в день св. кн. Александра Невского. — Баку, 1910.
- Последнее слово науки о вреде спиртных напитков. — Тифлис, 1914.